# Peter Duffell
Peter Duffell (né le 10 juillet 1922, mort le 12 décembre 2017) est un réalisateur et scénariste britannique de cinéma et de télévision.

## Biographie
Peter Duffell nait à Canterbury en 1922.
Après avoir réalisé des courts métrages dans les années 1960, il rencontre un premier succès en 1971 avec un film d'horreur, La Maison qui tue (The House That Dripped Blood) avec Christopher Lee. Il refuse par la suite de se limiter à ce genre cinématographique, et réalise une adaptation d'un roman de son ami Graham Greene, England Made Me, puis un film sur la deuxième Guerre mondiale, L'Enlèvement (Inside Out).
Il meurt en 2017 à l'âge de 95 ans.

## Filmographie
- 1961 : The Never Never Murder (court métrage)
- 1961 : The Silent Weapon (court métrage)
- 1961 : The Grand Junction Case (court métrage)
- 1961 : Partners in Crime
- 1967 : Man in a Suitcase (série télévisée)
- 1967 : Chapeau melon et bottes de cuir (The Avengers), saison 5, épisode 6 Le Vengeur volant (The Winged Avenger)[4]
- 1971 : La Maison qui tue (The House That Dripped Blood )
- 1973 : Les Rapaces du Troisième Reich (England Made Me), également coscénariste
- 1975 : L'Enlèvement (Inside Out)
- 1980 : Caught on a Train (téléfilm)
- 1980 : Daisy (téléfilm)
- 1980 : The Waterfall (téléfilm), également scénariste
- 1982 : Experience Preferred... But Not Essential
- 1984 : Pavillons lointains (série télévisée) (The Far Pavilions)
- 1986 : Letters to an Unknown Lover (téléfilm)
- 1986 : Les Louves (téléfilm)
- 1987 : Hand in Glove (téléfilm)
- 1990 : King of the Wind
- 1991 : Some Other Spring (téléfilm) également scénariste
- 1992 : Genghis Khan (inachevé)